# طلاتپه
طلاتپه نام یک پایگاه باستانی در نزدیکی شهر شبرغان در شمال افغانستان است که کاوش آن در سال ۱۹۷۸ میلادی به فرمان محمد ظاهر شاه توسط گروهی از باستان‌شناسان افغان و روس به سرپرستی ویکتور ساریانیدی صورت گرفت.
گنجینهٔ طلاتپه مشتمل بر بیش از بیست هزار آرایه‌های طلا، پارچه‌های زیور و سکه‌های بجای‌مانده از دوره‌های کوشانیان و دولت یونانی باختر است و از شش گور (پنج زن و یک مرد) که ثروت سرشاری از جواهرات گرانبها را در خود جای داده بودند بدست آمده است. پیشینهٔ این گنجینه به سدهٔ یکم پیش از میلاد تا قرن یکم میلادی می‌رسد. آرایه‌های بدست آمده شامل سکه‌ها، گردن‌بندهای تزئین شده با سنگ‌های گرانبها، کمربندها، مدال‌ها و تاج‌ها می‌باشد.

## کشف

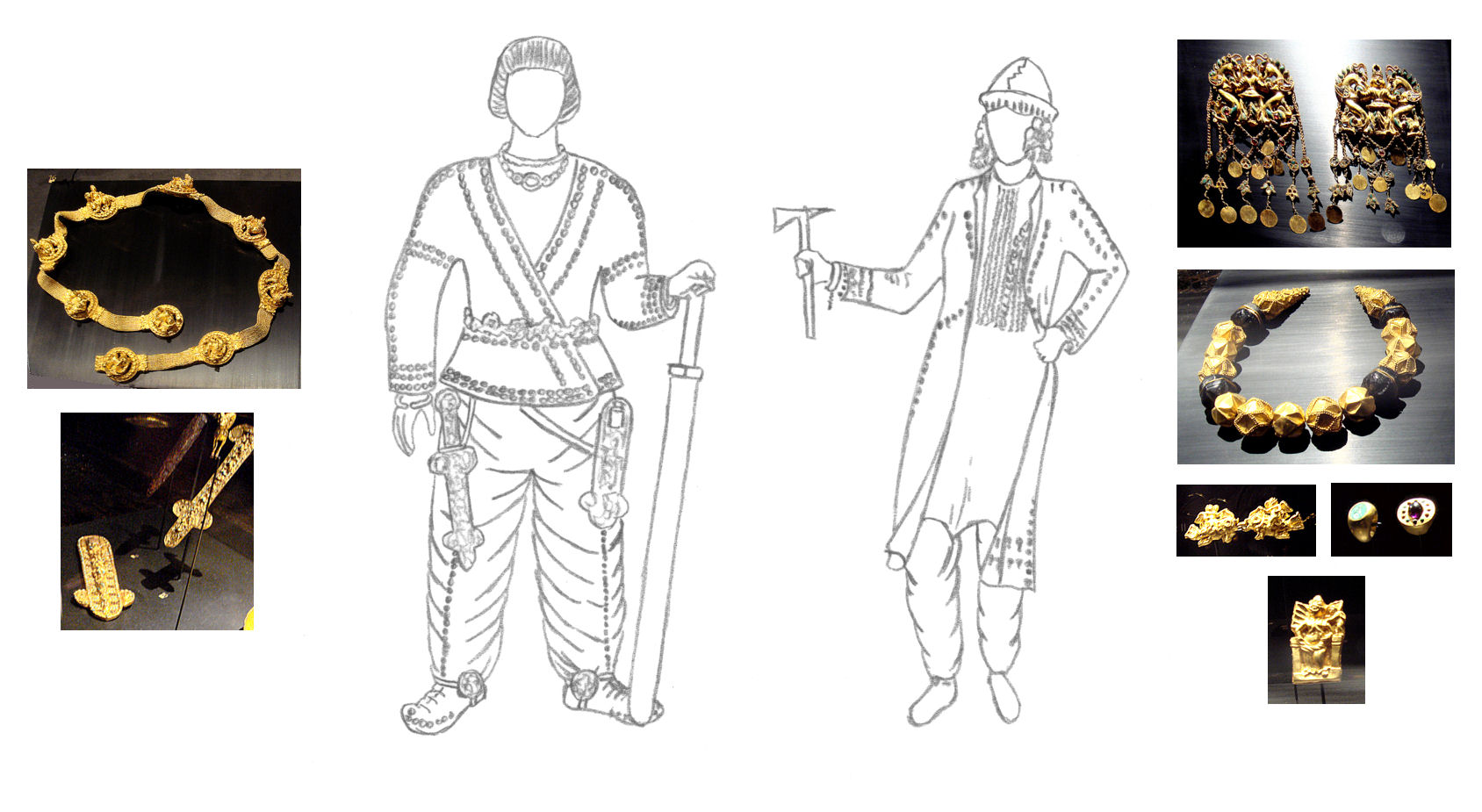
بازسازی پوشاک و جواهرات دو نفر از طلاتپه، یک مرد (گور چهارم، نگارهٔ سمت چپ)، و یک زن (گور دوم، نگارهٔ سمت راست).

کمتر از نیم کیلومتر از شهر مستحکم شدهٔ باستانی یمشی‌تپه، این تیم شش گور دست‌نخورده را پیدا کردند که بقایای پنج زن و یک مرد را در خود جای داده بود، و پیشینهٔ آن به سدهٔ نخست میلادی می‌رسید. در پنج تا از این گورها ۲۰٫۰۰۰ پارچهٔ طلا و ابزار دیگر - جواهرات، کمربندها، سرپوش (کلاه)، اسلحهٔ سنتی و هزاران اشیای شخصی دیگر جای گرفته‌بودند. این اشیاء که کاملاً سالم و دست‌نخورده باقی‌مانده بودند و به ترتیب دقیقی که بازماندگان و فامیل این مُردگان قرار داده بودند، و از پنج گور در طلاتپه بیرون کشیده شده بودند به باستان‌شناسان این امکان را داد تا پوشاک و جواهرات این رفتگان در جزئیات دقیق آن بازسازی کنند. (نگارهٔ زیر را ببینید)
تاریخ‌گذاری این گورها با مطالعهٔ سکه‌هایی که در دستان و جیب‌های این مردگان قرار داده شده بودند امکان‌پذیر بود. یک نمونه که اخیراً تاریخ‌گذاری شده سکهٔ زرینی متعلق به تیبریوس (Tiberius) امپراتور رومی است که در شهر لوگدونوم در گال (Lugdunum in Gaul؛ در کشور امروزی فرانسه) بین سال‌های ۱۶ و ۲۱ میلادی ضرب شده‌بود. با نظر داشت سالیانی که این سکه می‌بایستی از گال به شمال افغانستان در دوران باستان پیموده باشد، می‌نماید که پیشینهٔ گورهای طلاتپه می‌بایستی متعلق به رُبع دوم از سدهٔ نخست میلادی باشد.

## نگارخانه
|  |  |  |  |  |

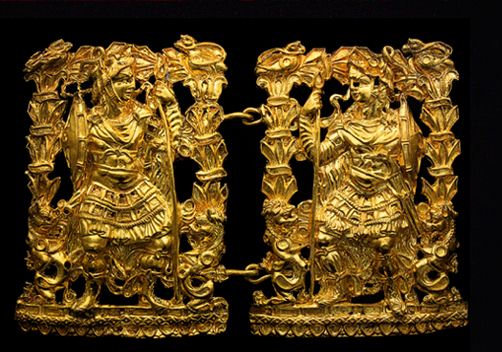
مردی با سرنیزه، گور سوم
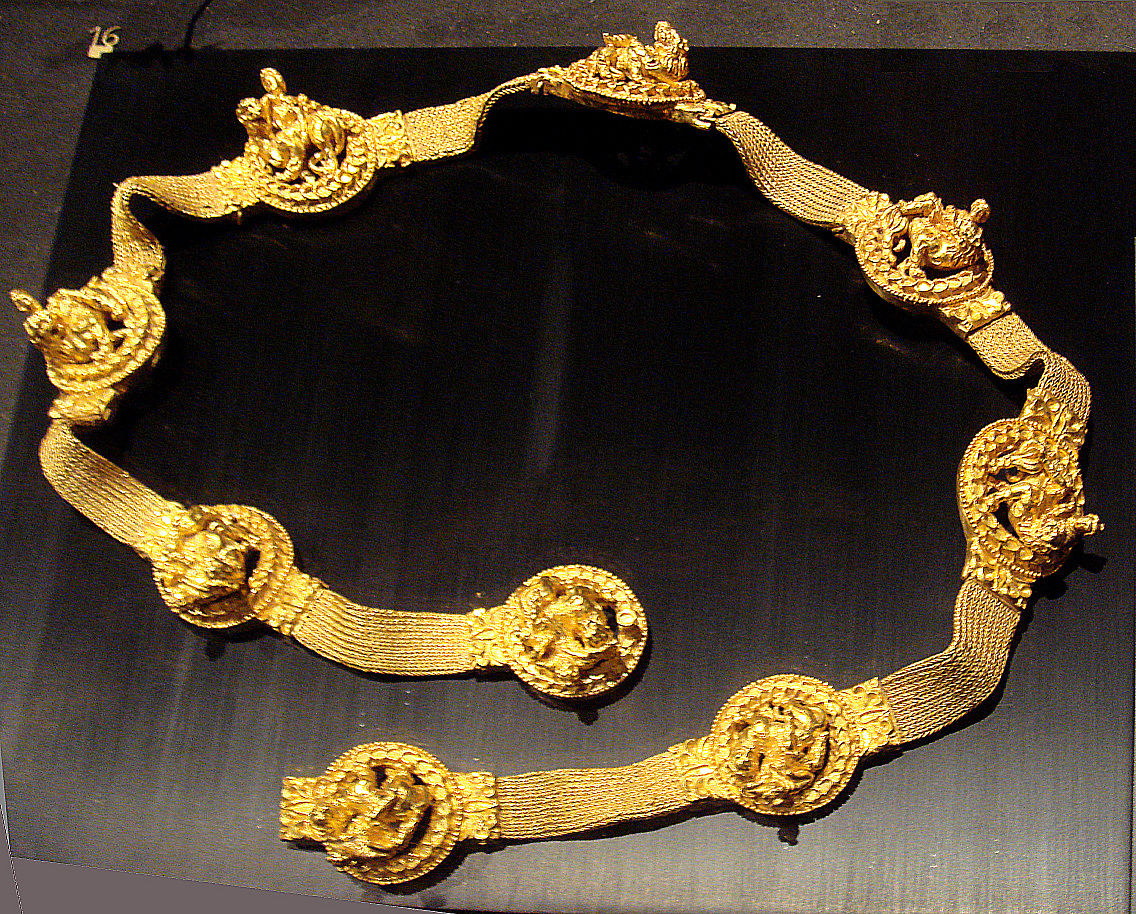
کمربند زرین، گور چهارم
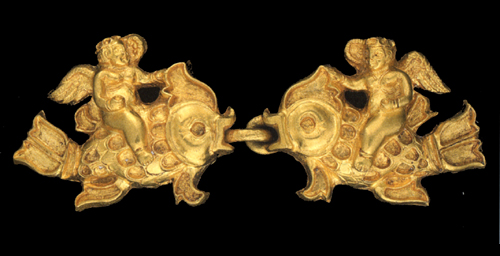
تندیس بچه‌ای سوار بر ماهی، گور دوم
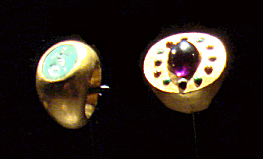
انگشتر، گور دوم
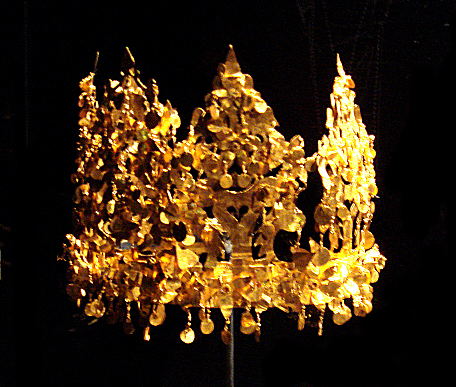
تاجی از گور ششم متعلق به یک زن
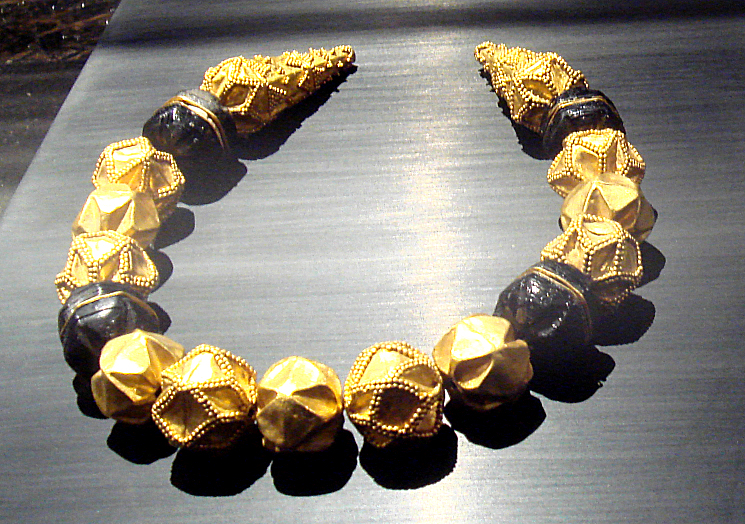
دست‌بند، گور دوم